# يوم جدود
يوم جدود أحد أيام العرب في الجاهلية، كان لبني سعد من تميم على بكر بن وائل واللهازم وذالك أن الحوفزان وهو الحارث بن شريك الشيباني وأبجر بن جابر العجلي أرادو الأغارة على بني تميم في بكر بن وائل واللهازم وخرجوا متساندين. 

## المعركة
الحوفزان وهو الحارث بن شريك الشيباني وأبجر بن جابر العجلي أرادو الأغارة على بني تميم في بكر بن وائل واللهازم وخرجوا متساندين، فمروا ببلاد بني يربوع من تميم، فخرجت لهم فرسان بني يربوع وحالوا بينهم وبين ماء جدود، فقال لهم الحوفزان والله ما إياكم أردت، ولالكم مشيت، وإنما أردت بني سعد بن زيد مناة فهل لكم في خمسمائة من الأبل، وفضل مامعنى من ثوب، ولكم الله أن لانروع حنظليا ولا نقاتله وتخلوا بيننا وبين بني سعد ؟ فخلوا بينه وأخذو الأبل والثياب وصالحوه.فمضى إلى بني سعد فأغرا على نفر من بني عبشمس بن سعد وأخذ منهم بعض الأبل فا أتاء الصريخ في بني سعد فركب قيس بن عاصم التميمي في بني سعد فأدركوه وأقتتلوا قتالا شديد، ثم إن بكر بن وائل أنهزمت وقتل وأسر منها الكثير فلحق قيس بن عاصم با الحوفزان سيد بكر بن وائل ويقول له أستئسر فيقول الحوفزان شر أسير، حتى عجز عن اللحاق به فرماه قيس بن عاصم با الرمح، فزرقه زرقه هجمت على جوفه وأفلت بها وفر هارب الحوفزان ومنذ هذا اليوم سمي الحارث بن شريك بالحوفزان لان قيس بن عاصم حفزه.
- فقال قيس بن عاصم المنقري التميمي

- وقال سؤار بن حيان المنقري التميمي

- وقال سلامة بن جندل السعدي التميمي [4]